# Gerry Weber Open 2010
Gerry Weber Open 2010 — тенісний турнір, що проходив на трав'яних кортах у місті Галле, Німеччина з 7 червня. Належав до категорії ATP World Tour 250.

## Фінальна частина

### Одиночний розряд
Ллейтон Г'юїтт —  Роджер Федерер 3–6, 7–6(7–4), 6–4

### Парний розряд
Сергій Стаховський /  Михайло Южний —  Мартін Дамм /  Філіп Полашек 4–6, 7–5, [10–7]